# Meine Heimat ist das Meer
Meine Heimat ist das Meer ist das 19. Studioalbum des österreichischen Schlagersängers Freddy Quinn, das 1969 im Musiklabel Polydor (Nummer 28 806-8) erschien. Es konnte sich nicht in den deutschen Albumcharts platzieren. Singleauskopplungen wurden keine produziert. Im Vergleich zum Vorgängeralbum Freddy auf hoher See, Folge 2, das im selben Jahr erschienen war, wurden die Lieder Seemannslos und In Hamburg durch Good Night, Ladies und Einmal noch nach Bombay ersetzt, die restlichen acht Stücke waren dieselben (andere Reihenfolge).

## Titelliste
Das Album beinhaltet folgende zwölf Titel:
- Seite 1

1. Seemann, deine Heimat ist das Meer (im Original als Seemann … (Deine Heimat ist das Meer) von Lolita, 1960[3])
2. Kari Waits For Me (im Original von der Besatzung  des Segelschulschiffs S/S Christian Radich, 1958[4])
3. Auf einem Seemannsgrab (im Original von Carl Ulrich Blecher und Heinz Sommer geschrieben[5])
4. O, Signorina (im Original als O Signorina – O Signore! von Peter Schütte, 1952[6])
5. Am Golf von Biskaya (im Original als Fahr mich in die Ferne, mein blonder Matrose von Die Dominos sowie Egon Kaiser & sein Orchester, 1960er-Jahre[7])
6. Das kann doch einen Seemann nicht erschüttern (im Original von Heinz Rühmann, Josef Sieber und Hans Brausewetter, 1939[8])

- Seite 2

1. Nimm mich mit, Kapitän, auf die Reise (im Original von Will Höhne, 1950[9])
2. Kleine weiße Möwe (im Original von Will Höhne, 1950[10])
3. Good Night, Ladies (im Original ein Volkslied[11])
4. Einmal noch nach Bombay (im Original von Richard Germer, 1938[12])
5. Das Herz von St. Pauli (im Original von Hans Albers, Hansjörg Felmy und Jürgen Wilke, 1957[13])
6. Auf der Reeperbahn nachts um halb eins (im Original von Walter Jankuhn, 1911[14])